# 19-й Венецианский кинофестиваль
19-й Венецианский международный кинофестиваль проходил в Венеции, Италия, с 24 августа по 7 сентября 1958 года.

## Жюри
- Жан Гремийон (председатель жюри, Франция),
- Карлос Фернандес Куэнка (Испания),
- Пьеро Гадда Конти, (Италия),
- Альберто Латтуада (Италия),
- Хидеми Ина (Япония),
- Фридрих Луфт (ФРГ),
- Сергей Васильев (СССР).

## Конкурсная программа
- Ночной свет, режиссёр Ларс-Эрик Кьелльгрен
- Восьмой день недели, режиссёр Александр Форд
- Легенда о Нараяме, режиссёр Кэйсукэ Киносита
- Жизнь, режиссёр Александр Астрюк
- В случае несчастья, режиссёр Клод Отан-Лара
- Жизнь Мухомацу, режиссёр Хироси Инагаки
- Волчья яма, режиссёр Йиржи Вайс
- Вызов, режиссёр Франческо Рози
- Богова делянка, режиссёр Энтони Манн
- Из первых рук, режиссёр Роналд Ним
- Девица Розмари, режиссёр Рольф Тиле
- Любовники, режиссёр Луи Маль
- Чёрная орхидея, режиссёр Мартин Ритт
- Отарова вдова, режиссёр Михаил Чиаурели

## Награды
- Золотой лев: Жизнь Мухомацу, фильм Хироси Инагаки
- Серебряный лев — Специальный приз жюри:
  - Вызов, фильм Франческо Рози
  - Любовники, фильм Луи Маль
- Кубок Вольпи за лучшую мужскую роль: Алек Гиннесс — Из первых рук
- Кубок Вольпи за лучшую женскую роль: Софи Лорен — Чёрная орхидея
- Премия за лучший детский фильм в категории «для детей старше 7 лет» — фильм Виктора Эйсымонта «Дружок».